# Ramón Osni Moreira Lage
Ramón Osni Moreira Lage (født 24. maj 1988) er en brasiliansk fodboldspiller.